# Bärenklau (Oberkrämer)
Bärenklau ist ein Ortsteil der Gemeinde Oberkrämer im Landkreis Oberhavel in Brandenburg.

## Geografie

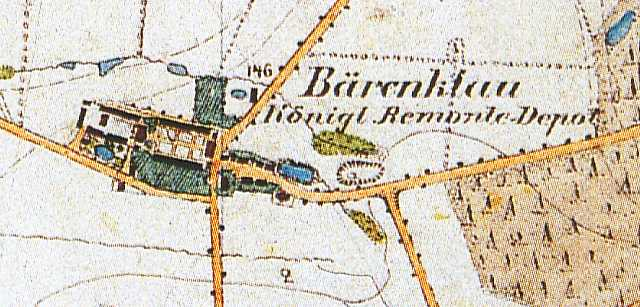
Remontedepot Bärenklau, Oberkrämer, Lkr. Oberhavel, Brandenburg. Ausschnitt aus dem Urmesstischblatt 3244 Kremmen von 1868

Bärenklau liegt im Südwesten des Kreises Oberhavels am Rande des Ländchen Glien unterhalb der Schwantener Heide als großes geschlossenes Waldgebiet.
Durch den alten Ortskern von Bärenklau führt die Kreisstraße K6505. Von Ost nach West kommt sie dabei am Sportplatz, an der Kirche, den Freisassenhäusern, der alten Remonteschule, dem Remontedepot (heute mit Dorfkrug) und der Gärtnersiedlung entlang. Dabei ist das Remontedepot Bärenklau und die Dorfkirche ortsbildprägend. Bärenklau zieht sich aber auch südlich bis zur Autobahn und darunter hinweg. Dort finden sich von Nord nach Süd die Vogelsiedlung, die Siedlung Wendemarker Weg und die Bärensiedlung. Südlich der Autobahn findet sich das Vorwerk Wendemark und Richtung Westen die Siedlung Eichstädter Weg.

## Geschichte
Der Ortsname stammt von niederländischen Siedlern, die den Ort nach ihrem Herkunftsort Beerenklauw in der Provinz Gelderland benannten.
Die erste urkundliche Erwähnung des Bärenklaus erfolgte als „Berenklawe“ im Jahr 1350.
Um 1350 belehnten die Brandenburger Markgrafen, die Brüder Ludwig V. (auch Ludwig der Ältere) und Ludwig der Römer, als Söhne des damaligen deutschen Kaisers Ludwig der Bayer den Grafen von Lindow für treue Dienste mit dem Dorfe „Berenklawe“. Im landwirtschaftlich geprägten Bärenklau gab es schon um 1442 Schäfereien.
Luise Henriette von Oranien, die Gemahlin des Kurfürsten von Brandenburg, Friedrich Wilhelm, ließ in Behrenklaw eine Schäferei und eine Meierei anlegen und siedelte acht Freisassen an. Außerdem ließ sie am Ortseingang dieser Straße 1666 eine Kapelle in Form eines regelmäßigen Sechsecks nach niederländischem Vorbild errichten.
Bärenklau entwickelte sich im Laufe des 17. und 18. Jahrhundert zu einer blühenden Domäne. So erklärte das Königliche Kriegsministerium den Ort mit den Vorwerken Wendemark, Vehlefanz und dem Forstrevier Leegebruch 1832 zum Königlichen Remontedepot Bärenklau. Da das Depot junge Pferde bis zur Abgabe an die Armee ausbildete und versorgte, gehörten dazu zahlreiche Ställe und Wirtschaftsgebäude.
Ab 1920 wurden vermehrt Gärtnereien angesiedelt, und zahlreiche neue Siedlungen entstanden.

Nach der der Wiedervereinigung verkauften viele Bauern und Gärtner ihr Land. Viele Siedlungen wie die  Bärensiedlung, die Vogelsiedlung und die Gärtnersiedlung wurden vor allem von ehemaligen Berlinern bezogen.

### Flieger-Technische Vorschule / FDJ-Schule / Fachschule für Tourismus / Asylbewerberheim
Auf Anregung von Hermann Göring, dem Oberbefehlshaber der Luftwaffe zur Gründung von Flieger-Technischen Vorschulen (Fl.T.V.) erwarb das Luftgaukommando III im Sommer 1937 das Grundstück an der Kreuzung Leegebrucher Chaussee/Veltener Straße, um dort eine entsprechende Schule zu errichten. Bereits 1938 wurde der Gebäudekomplex, bestehend aus Haupthaus, Wirtschaftsgebäude, Postenhäuschen und Appellplatz den Nutzern übergeben. Die praktische Ausbildung der Militärschüler erfolgte in den benachbarten Werkteilen I und II der Ernst Heinkel Flugzeugwerke in Germendorf und Annahof. Mit Einmarsch der Roten Armee am 19. April 1945 wurde die Schule aufgegeben
Im Juni 1948 wurde das Gebäude vom Zentralrat der FDJ unter dem Namen Conrad Blenkle-Schule mit dem Ziel übernommen, dort Kader auszubilden. Am 1. Juli 1961 wurde sie zur "Außenstelle Bärenklau" der Jugendhochschule "Wilhelm Pieck" in Bogensee umfirmiert. Damit einher ging eine Umorientierung des Schulbetriebes zur Ausbildung von Entwicklungshelfern im befreundeten Ausland. Einsätze der sogenannten Brigaden der Freundschaft fanden in Ländern wie Kuba, Nicaragua, Vietnam oder Afghanistan statt, aber auch in zahlreichen anderen Entwicklungsländern. Am 7. März 1983 erfolgt eine weitere Umbenennung in FDJ-Schule "Werner Lamberz".
Aufgrund der fremdsprachlichen Ausrichtung der bisherigen Ausbildung gelang den Betreibern nach der Wende 1990 eine Umorientierung zur Fachschule für Tourismus Bärenklau. Deren Auflösung erfolgte vor dem Hintergrund ungelöster Finanzierungsfragen am 31. Juli 1993.
Mit Ende des Ausbildungsbetriebs zogen Asylbewerber in das Gebäude ein, danach bis zur Schließung am 30. Juni 1999 Spätaussiedler aus der ehemaligen Sowjetunion. Nach einer Phase des Leerstands und Zerfalls wurden die Gebäude 2016 umfassend renoviert und durch einen Neubau ergänzt und seitdem erneut wieder als Asylbewerberheim genutzt.

## Politik

### Wappen
| Wappen von Bärenklau | Blasonierung: „In Grün ein silberner Schrägbalken, belegt mit einer gestützten schwarzen Bärentatze.“ |
| Wappen von Bärenklau | Wappenbegründung: Für Bärenklau lässt sich aktenkundig kein historisches Siegel- oder Wappenbild nachweisen. Das Wappen bezieht sich auf den Ortsnamen und stellt damit ein „redendes“ Wappen dar. Auf diese Weise wird der geforderte Bezug des Wappens auf die Gemeinde realisiert. Zugleich unterscheidet sich das Gemeindewappen hinreichend von anderen kommunalen Wappen des Landes Brandenburg. Das Wappen wurde von Christian Gering aus Schönwalde-Dorf und Lynn Tabbert aus Vehlefanz gestaltet und am 6. Januar 1995 durch das Ministerium des Innern genehmigt. |

### Flagge
Die Flagge wurde von Christian Gering aus Schönwalde-Dorf und Lynn Tabbert aus Vehlefanz gestaltet und am 6. Januar 1995 durch das Ministerium des Innern genehmigt.
Die Flagge ist Grün – Weiß (1:1) gestreift (Querform: Streifen waagerecht verlaufend, Längsform: Streifen senkrecht verlaufend) und mittig mit dem Wappen belegt.

## Infrastruktur
Bildung: Bärenklau hat eine Kita. Seit 1993 existiert im Ortsteil Vehlefanz die Nashorn-Grundschule.
Kirchen: Neben der evangelischen Dorfkirche und deren Gemeinde ist auch die Evangelisch-Freikirchliche Gemeinde Oberkrämer mit Sitz in Vehlefanz im Dorfleben aktiv.
Personennahverkehr: Der Haltepunkt Bärenklau liegt an der Bahnstrecke Berlin-Schönholz–Kremmen am östlichen Rand der Siedlung Eichstädter Straße unterhalb der A10. Der Ort wird von zwei Buslinien (800, 812) des VBB angefahren.